# Evgenij Ginzburg
Evgenij Aleksandrovič Ginzburg (in russo Евгéний Алексáндрович Ги́нзбург?; Čeljabinsk, 28 febbraio 1945 – Mosca, 15 gennaio 2012) è stato un regista sovietico.

## Filmografia parziale

### Regista
- Benefis Larisy Golubkinoj (1975)
- Volšebnyj fonar' (1976)
- Recept eё molodosti (1983)